# Giulio Ferroni
Giulio Ferroni (Roma, 14 agosto 1943) è un critico letterario, storico della letteratura e saggista italiano.

## Biografia
Dal 1982 al 2012 è stato professore ordinario di letteratura italiana presso l'Università "La Sapienza" di Roma; in precedenza, dal 1975, aveva insegnato presso l'Università della Calabria. Ha scritto numerosi saggi di letteratura: su Machiavelli, sull'Aretino, sul Novecento e su molti scrittori contemporanei.
Collabora con riviste e quotidiani, fra cui l'Unità. Nel 2020 ha vinto il Premio Viareggio per la saggistica.

## Controversie
Nel corso degli anni novanta è stato protagonista di un aspro confronto con Alberto Asor Rosa, suo collega alla Sapienza. Tale contrapposizione, non esente da toni personalistici, condusse prima alla spaccatura in due dell'allora Dipartimento di Italianistica e Spettacolo, poi dell'intera Facoltà di Lettere e Filosofia della Sapienza.

## Opere
- Mutazione e riscontro nel teatro di Machiavelli, Bulzoni, Roma, 1972.
- Il comico nelle teorie contemporanee, Bulzoni, Roma, 1974.
- Le voci dell'istrione. Pietro Aretino e la dissoluzione del teatro, Liguori, Napoli, 1977.
- Il testo e la scena, Bulzoni, Roma, 1980.
- Ambiguità del comico, Sellerio, Palermo, 1983.
- Storia della letteratura italiana, 4 voll., Einaudi Scuola, Torino, 1991.
- Gianmatteo del Brica, Lettere a Belfagor, Donzelli, Roma, 1994.
- Dopo la fine. Sulla condizione postuma della letteratura, Collana Saggi, Einaudi, Torino, 1996.
- La scuola sospesa. Istruzione, cultura e illusioni della riforma, Collana contemporanea, Einaudi, Torino, 1997.
- La scena intellettuale. Tipi italiani, Rizzoli, Milano, 1998.
- Passioni del Novecento, Donzelli, Roma, 1999.
- Dizionarietto di Robic. Centouno parole per l'altro millennio, Manni Editori, Lecce, 2000.
- Machiavelli, o dell'incertezza. La politica come arte del rimedio, Donzelli, Roma, 2003.
- I confini della critica, Guida, Napoli, 2005.
- Giulio Ferroni ... [et al.], Sul banco dei cattivi. A proposito di Baricco e di altri scrittori alla moda, Roma, Donzelli, 2006, ISBN 978-88-6036-072-4.[5]
- Ariosto, Collana Sestante, Salerno Editrice, Roma, 2008, ISBN 978-88-840-2620-0.
- La passion predominante. Perché la letteratura, Napoli, Liguori, 2009, ISBN 978-88-207-4670-4.
- «Per fuggir la mattana...». Annibal Caro e la scrittura, Andrea Livi Editore, 2009, ISBN 978-88-7969-263-2.
- Prima lezione di letteratura italiana, Collana UE. Prime lezioni, Laterza, Roma-Bari, 2009, ISBN 978-88-420-8966-7.
- Dopo la fine. Una letteratura possibile, Collana Saggi, Donzelli, Roma, 2010, ISBN 978-88-603-6442-5.
- Scritture a perdere. La letteratura negli anni zero, Collana Il nocciolo, Roma-Bari, Laterza, 2010, ISBN 978-88-420-9265-0.
- Storia della letteratura italiana, 4 voll., Milano, Mondadori Università, 2012.
- Il comico: forme e situazioni, Collana Dimensioni, Edizioni del Prisma, 2013, ISBN 978-88-86808-41-5.
- Gli ultimi. Giovanni Giudici e Andrea Zanzotto, Collezione Le silerchie, Milano, Il Saggiatore, 2013, ISBN 978-88-428-1906-6.
- La fedeltà della ragione, a cura di Beatrice Alfonzetti e Silvia Tatti, Collana Umbrae Idearum, Liguori, 2014, ISBN 978-88-207-6383-1.
- Letteratura italiana contemporanea 1900-1945. Seconda edizione, Milano, Mondadori Università, 2015  [2007], ISBN 978-88-6184-396-7.
- Letteratura italiana contemporanea 1945-2014. Seconda edizione, Milano, Mondadori Università, 2015  [2007], ISBN 978-88-6184-397-4.
- La scuola impossibile, Collana Aculei, Roma, Salerno, 2015, ISBN 978-88-8402-992-8.
- Commedia, Collana Parole chiave della letteratura, Guida, 2017, ISBN 978-88-6042-869-1.
- La solitudine del critico. Leggere, riflettere, resistere, Collana Astrolabio, Roma, Salerno, 2019, ISBN 978-88-6973-435-9.
- L'Italia di Dante. Viaggio nel paese della Commedia, Milano, La nave di Teseo, 2019, ISBN 978-88-9395-053-4.
- Natura vicina e lontana. Umanesimo e ambiente dagli antichi Greci all'intelligenza artificiale, Milano, La nave di Teseo, 2024, ISBN 978-88-3461-972-8
- Petrarca, la bellezza dimenticata, Roma, InSchibboleth, 2025, ISBN 9788855293624

### Saggi e articoli
- Barthes, demolitore e artefice di "miti": la parabola ideologica del saggista, in Il giornale di Calabria: quotidiano indipendente di informazione, vol. 9, n. 74, 1980,  p. 3.
- G. G. Belli romano, italiano ed europeo: atti del 2. Convegno internazionale di studi belliani, (Roma, 12-15 novembre 1984), a cura di Riccardo Merolla, Roma, Bonacci, 1985,  pp. 373-382.
- Il 'Cristo' libro di frontiera, in Carlo Levi: il tempo e la durata in "Cristo si è fermato a Eboli", a cura di Gigliola De Donato, Roma, Fahrenheit 451, 1999,  pp. 19-27.
- I classici nelle storie letterarie: maggiori, minori, minimi, in Come parlano i classici: presenza e influenza dei classici nella modernità. Atti del Convegno internazionale di Napoli, 26-29 ottobre 2009, Roma, Salerno, 2011,  pp. 319-331, ISBN 978-88-8402-714-6.
- "Forse non pur per lor, ma per le mamme": canto 14, in Cento canti per cento anni: Lectura Dantis Romana, 3: Paradiso, 1: Canti 1-17, Roma, Salerno, 2015,  pp. 408-429, ISBN 978-88-8402-923-2.
- Dante Alighieri, in Il contributo italiano alla storia del pensiero. Letteratura, Roma, Istituto della Enciclopedia italiana, 2018,  pp. 34-47, ISBN 978-88-12-00089-0.
- Carlo Emilio Gadda, in Il contributo italiano alla storia del pensiero. Letteratura, Roma, Istituto della Enciclopedia italiana, 2018,  pp. 646-652, ISBN 978-88-12-00089-0.